# Пол Макартни
Сер Џејмс Пол Макартни (енгл. Sir James Paul McCartney; Ливерпул, Енглеска, Уједињено Краљевство, 18. јун 1942) је енглески музичар, певач, инструменталиста и текстописац. Његово кантауторско партнерство са Џоном Леноном и даље је најуспешније у историји.
Према „Гинисовој књизи рекорда“, Пол Макартни је најуспешнији композитор популарне музике свих времена са 32 песме на првом месту Билборд хот 100 листе . Био је члан Битлса до њиховог распада 1970. године, након чега отпочиње његова успешна соло каријера након чега је оформио бенд Вингс са својом првом женом Линдом .
Његова сарадња са Џон Леноном сматра се за једну од најуспешнијих 20. века .
Пол Макартни се такође бори и за права животиња. Године 1997. британска краљица Елизабета II доделила му је титулу витеза, а 2012. га је француски председник Франсоа Оланд одликовао Орденом легије части.

## Биографија

### 1942—1957: Детињство и рана младост
Џејмс Пол Макартни је рођен 18. јуна 1942. године у Ливерпулу, Енглеска. Његов отац је био продавац памука и музичар-аматер, а мајка бабица. Пол има млађег (1944) брата и млађу полусестру по оцу, из његовог другог брака. Сам Пол је до 13. године живота учио да свира трубу (касније се поново опробао на овом инструменту у неколико песама „Битлса“). Кад је имао 14 година, његова мајка је умрла од рака на дојци, оставивши самохраног оца да издржава породицу. Овај трагичан губитак га је касније додатно зближио са Леноном, који је у 18. години такође изгубио мајку у саобраћајној несрећи. Након завршене основне школе, положио је завршни испит са највишим оценама и директно се уписао на Ливерпулски Институт. У британском школском систему, то представља највиши степен средњег образовања, а ученици испод тог нивоа морају најпре да заврше гимназију, након чега могу у Институт. Један од ретких ученика из генерације након Макартнијеве, који је то такође успео је Џорџ Харисон, који је становао близу Макартнија, па су се њих двојица упознали у аутобуској линији 86. Убрзо их је привукла заједничка занимација- свирање гитаре, а нарочито рифова у стилу рок музике, која се тада тек развијала у САД, а коју су они слушали на плочама. Обојица су јако желели да нађу ангажман у неком тинејџерском бенду. У то време, Макартни је упознао вршњака Ивана Вона, који је свирао у скифл (рана врста рок-енд-рола) бенду „Кворимен“.

### 1957—1962: Почеци у „Битлсима“, усавршавање групе
Убрзо, Вон је позвао Макартнија на први већи наступ групе. Они нису били професионалци, штавише, једино је Вон у то време свирао гитару, док је фронтмен групе, Џон Ленон, певао и свирао мандолину. Ова група је радила под утицајем Елвиса Преслија, и на неки свој начин, они су изводили његове песме. Макартнију се то свидело, а с обзиром да је већ знао помало да свира гитару, одмах се понудио да уђе у групу, обећавши да ће и друге чланове, па и Ленона то научити. Остали су се сложили, међутим доста чланова је убрзо иступило, укључујући и Вона, јер нису намеравали да се баве музиком. Стога, Макартни је позвао у „Кверимен“ Харисона, који је можда био и најсолиднији гитариста кога је група икада имала. Ленон га је прихватио тек на Макартнијево убеђивање, јер је Џорџ тада имао тек 14 и по година. У то време, Ленонова улога у групи је опадала, а расла Макартнијева. И поред очитог раста сарадње међу њима, рођен је ривалитет, који ће више од деценије касније, на много вишем нивоу, постати један од разлога распада групе. На Макартнијев наговор, група почиње са писањем ауторских песама. Макартни је убедио чланове да набаве тада јефтиније електричне гитаре „Фендер-Стратокастер“. Међутим, Ленон је постајао све више скептичан, како је Макартнијев таленат долазио до изражаја и та завист је допринела разлаза ове групе. Ипак, њих двојица настављају сарадњу и, уместо да одвојено пишу песме, почињу да то раде заједно. Макартнијев допринос се огледао у стварању одређене форме у ауторским песмама, које су тада још увек биле реткост, као и у писању хармонија, што Ленон није најефикасније чинио. 1958. године, око њих двојице почињу да се окупљају искуснији музичари, а враћа се и Харисон, који је у међувремену потражио ангажман у другом бенду. Пронашавши ангажман код једног ливерпулског менаџера, а пре свега на Макартнијев наговор, група, која је за наступе више пута мењала називе, сада названа „Сребрни Битлси“ (“Silver Beatles”), у саставу Ленон (гитара, главни вокал), Макартни (гитара, пратећи вокал) Харисон (гитара, пратећи вокал), Стјуарт Сатклиф (бас-гитара) Пит Бест (бубњеви) одлази у Хамбург. Према сведочењима савременика, једино се Макартни показивао као професионалац на сцени. Док се остатак групе утапао у атмосферу општег хаоса у бару, који се налазио у озлоглашеном делу града, он је имао чак времена да слуша и где остали греше у свирању. „Сатклиф је био лош, али кад би то чуо, Макартни би га само искључио из струје...“, говоре савременици. Група је у почетку била далеко од савршене, међутим управо Макартнијев професионализам и одговорност, у комбинацији са Леноновом харизмом су допринели наглом напретку. Ипак, ни Макартни се није могао похвалити узорним понашањем: заједно са остатком групе одлазио је у веома изводљиве пљачке, где су најчешће крали одећу и храну, јер су им услови за живот били очајни: цела група је живела у импровизованом стану иза биоскопског платна. Упознавши се са једним песником бит-генерације, „Битлси“ су почели да конзумирају дрогу, како би добили инспирацију, али и како би издржали целовечерњи наступ. Ово није била дрога у правом смислу, већ нека врста таблета за смирење. За разлику од неумереног Ленона, Макартни би узео највише две пред наступ. Ипак, након једног „напада“ неурачунљивости, Макартни је, заједно са Бестом, запалио „стан“, што је довело до њиховог, као и хапшења Харисона, који је малолетан радио у Западној Немачкој без дозволе. У Ливерпулу, група се окупила без Сатклифа, који је и сам схватио да је преслаб за групу па је убедио Ленона да је боље да је напусти, а да и даље остану пријатељи. Стога је Макартни преузео бас-гитару (јер Ленону и Харисону то није падало напамет). Наступи у новоотвореном „Кафе Каверн Клубу“ одушевили су власника највеће ливерпулске продавнице плоча, Брајана Епштајна, па је групи понудио сарадњу у децембру 1961. године. Након што им је одбијен уговор са „Деком“, која уопште није веровала у групе са гитарама, Макартни је изашао са предлогом своје песме, која би била први њихов сингл за издавача „ЕМИ-Парлофон“: „Love Me Do”. Иако не претерано одушевљен, продуцент ове издавачке куће, Џорџ Мартин је пристао да објави ову песму на синглу, заједно са Леноновом „P.S. I Love You”.

## Приватни живот

### Креативна одступања
Док је био у школи током 1950-их, Макартни је успевао у уметничким задацима, често зарађујући врхунска признања за свој визуелни рад. Међутим, његов недостатак дисциплине негативно је утицао на његове академске оцене, спречавајући га да заради упис на уметнички колеџ. Током 1960-их бавио се визуелном уметношћу, истраживао експериментални биоскоп и редовно посећивао филмске, позоришне и класичне музичке представе. Његов први контакт са лондонском авангардном сценом био је преко уметника Џона Данбара, који је упознао Макартнија са трговцем уметничким делима Робертом Фрејзером.
Када је Макартни био дете, мајка му је читала песме и подстицала га да чита књиге. Његов отац је позвао Пола и његовог брата Мајкла да са њим решавају укрштенице, како би повећали своју „моћ речи“, како је рекао Макартни. 2001. године Макартни је објавио Певајући кос, збирку песама и текстова својих песама за које је читао у Ливерпулу и Њујорку.

Године 2018. написао је књигу за децу Хеј Супер Дедице! заједно са илустраторком Кетрин Дурст, коју је објавио у септембру 2019. Књига говори о деди и његова троје унучади са магичним компасом у авантури. Хрватску верзију ове књиге је објавила дискографска кућа Croatia Records.